# Drabiv, Ucraina
Drabiv (în ucraineană Драбів) este așezarea de tip urban de reședință a raionului Drabiv din regiunea Cerkasî, Ucraina. În afara localității principale, nu cuprinde și alte sate.

## Demografie
Componența lingvistică a așezării de tip urban Drabiv
     Ucraineană (98,16%)
     Rusă (1,67%)
     Alte limbi (0,07%)
Conform recensământului din 2001, majoritatea populației așezării de tip urban Drabiv era vorbitoare de ucraineană (98,16%), existând în minoritate și vorbitori de rusă (1,67%).